# هيلين بريفوست
هيلين بريفوست (بالفرنسية: Hélène Prévost)‏ هي لاعبة كرة مضرب فرنسية. شاركت في دورة الألعاب الأولمبية الصيفية في سنة 1900 وحققت ميداليات فضيتان كما فازت ببطولة فرنسا المفتوحة في نفس السنة.

## بطولات حققتها
- دورة رولان غاروس الدولية

## الميداليات
| الميدالية | المسابقة                       |
| --------- | ------------------------------ |
| فضية      | الألعاب الأولمبية الصيفية 1900 |
| فضية      | الألعاب الأولمبية الصيفية 1900 |

## روابط خارجية
- هيلين بريفوست على موقع الاتحاد الدولي لكرة المضرب (الإنجليزية)
- هيلين بريفوست على موقع اللجنة الأولمبية الدولية (الإنجليزية)
- هيلين بريفوست على موقع أوليمبيديا (الإنجليزية)